# Dayao (Chuxiong)
Dayao (大姚县; Pinyin: Dàyáo Xiàn) ist ein Kreis, der zum Verwaltungsgebiet des Autonomen Bezirks Chuxiong der Yi im mittleren Norden der chinesischen Provinz Yunnan gehört. Er hat eine Fläche von 4.036 km² und zählt 228.961 Einwohner (Stand: Zensus 2020). Sein Hauptort ist die Großgemeinde Jinbi (金碧镇).
Die Weiße Pagode von Dayao (Dayao Baita 大姚白塔) steht seit 2001 auf der Liste der Denkmäler der Volksrepublik China.
Am 16. Juni 2021 wurde der Asteroid (231446) Dayao nach dem Kreis benannt.

## Administrative Gliederung
Auf Gemeindeebene setzt sich der Kreis aus drei Großgemeinde und neun Gemeinden zusammen. Diese sind:
- Großgemeinde Jinbi 金碧镇
- Großgemeinde Shiyang 石羊镇
- Großgemeinde Liuju 六苴镇

- Gemeinde Longjie 龙街乡
- Gemeinde Zhaojiadian 赵家店乡
- Gemeinde Xinjie 新街乡
- Gemeinde Tanhua 昙华乡
- Gemeinde Guihua 桂花乡
- Gemeinde Wanbi 湾碧乡
- Gemeinde Tiesuo 铁锁乡
- Gemeinde Santai 三台乡
- Gemeinde Sanchahe 三岔河乡